# کلید (مدار)

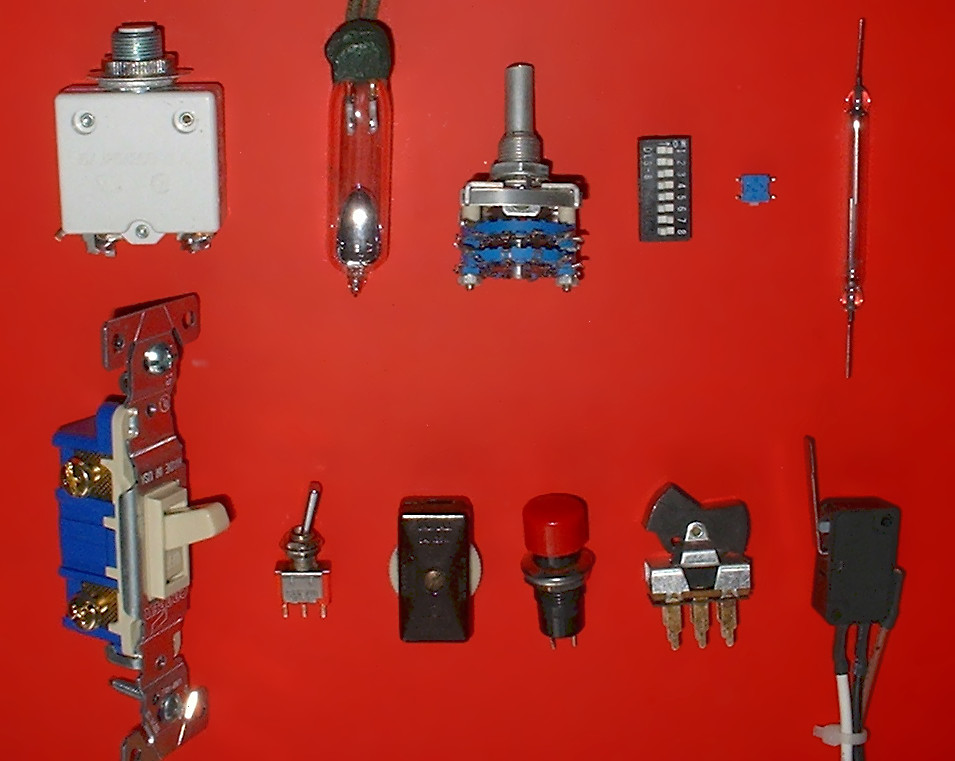
کلیدهای الکتریکی. ردیف بالا از چپ: کلید شکننده مدار، کلید جیوه ای، کلید محوردار، کلید فشرده (دیپ سوئیچ) هشت تایی، کلید فشرده (دیپ سوئیچ) تکی، کلید میله‌ای. سطر دوم:از چپ: کلید روی پنل، کلید مینیاتوری، کلید ریلی، کلید فشاری، کلید گهواره‌ای، کلید ریزتراشه‌ای

کلید (به انگلیسی: Switch) وسیله‌ای برای قطع و وصل و لیز خوردن یا تغییر مسیر جریان الکتریسیته در یک مدار است. پر کاربردترین شکل آن، کلید مانی است که اغلب با نیروی دست و تحت فرمان انسان عمل می‌کند. انواع دیگری از کلیدهای مکانیکی وجود دارند که بر اثر حرکت یا تغییر وضعیت بکار می‌افتند. کلیدهای کوچک دربهای برقی یا دربهای خودرو از این گونه‌اند. کلیدهای خودکار مانند کلید نوری (دارای حسگر نور) یا دماپا، انواع دیگری از کلیدها هستند. کاربرد این‌ها در درس‌های مختلف پایه نهم می‌باشد و در کل کاربرد خاصی در زندگی فرد دانش آموز ندارند

## ساختار کلید مکانیکی
اساس هر کلید مکانیکی را، دو قطعه رسانا (فلزی) تشکیل می‌دهد که با اتصال آن دو مدار وصل و با جداشدن آن‌ها مدار قطع می‌شود. به این دو قطعه، کنتاکت گفته می‌شود. این قطعات باید در برابر خوردگی مقاوم باشند. چرا که اغلب فلزات به سادگی دچار اکسایش و کاهش شده و این موضوع عملکرد صحیح کلید را متوقف می‌کند. کنتاکت، نه تنها باید رسانا بوده و در برابر خوردگی مقاوم باشند، بلکه باید دارای سختی مناسب برای پیشگیری از سایش و مقاومت مکانیکی کافی باشند.
در کلیدها معمولاً علاوه بر کنتاکت‌ها، بخشی وجود دارد که در دسترس کاربر بوده و کنتاکت را به حرکت درمی‌آورد. وجود این بخش باعث می‌شود تا کاربر مستقیماً با کنتاکت تماس نداشته باشد. این بخش می‌تواند بسته به کاربرد کلید، شکل‌های گوناگون داشته باشد.
اگر توان الکتریکی یا پتانسیل الکتریکی جریان عبوری از کلید، از حدی بیشتر باشد، در هنگام قطع و وصل جریان، میان دو کنتاکت قوس الکتریکی برقرار می‌شود. این قوس الکتریکی باعث ایجاد حرارت بسیار زیادی در محل اتصال کنتاکت‌ها شده و باعث ذوب جزئی (خال زدن) آن‌ها می‌شود. اثر مخرب ولتاژ بالا در ایجاد قوس الکتریکی، از اثر توان الکتریکی نیز بیشتر است.
یک روش مؤثر برای مقابله با ایجاد قوس الکتریکی در کلید به هنگام قطع یا وصل مدار، سرعت بخشیدن به عمل قطع و وصل است. به همین منظور در بسیاری از کلیدها، از یک قطعه فنر استفاده می‌شود. وظیفه فنر در کلید آن است که یک پایان سریع برای عمل قطع یا وصل رقم بزند. به این ترتیب، مدت زمانی که فاصله کنتاکت‌ها کم است و قابلیت ایجاد قوس الکتریکی وجود دارد به حداقل می‌رسد. از دیگر روش‌های جلوگیری از ایجاد قوس الکتریکی، استفاده از تیغه‌های عایق (سرامیکی) میان کنتاکت‌ها است. این روش باعث می‌شود که قوس الکتریکی مجبور به طی کردن مسافت بیشتری باشد. در کلیدهای ولتاژ بالا کنتاکت‌ها در روغن نگهداری می‌شوند؛ زیرا روغن برای ایجاد قوس الکتریکی الکترولیت مناسبی به‌شمار نمی‌رود. به این کلیدها کلید روغنی گفته می‌شود. در شرایط خاصی ممکن است از خلاء نیز برای جلوگیری از ایجاد یون‌ها و قوس الکتریکی استفاده شود.

## چیدمان کنتاکت‌ها
- NORMAL OPEN
- NORMAL CLOSE
- زمانی که کنتاکت‌ها به یکدیگر متصل باشند، مدار بسته شده و جریان برقرار می‌شود. متقابلاً زمانی که کنتاکت‌ها از هم فاصله دارند و قوس الکتریکی نیز در میان آن‌ها برقرار نشده‌است، مدار باز و جریان الکتریکی قطع می‌گردد.[۱]

طبقه‌بندی کلیدها بر اساس نحوه چینش کنتاکت‌هایشان، یکی از روش‌های طبقه‌بندی آنهاست. در مباحث برق ساختمان و برق صنعتی، کلیدها در انواع زیر مصرف می‌شوند:
1. کلید یک پل: برای قطع و وصل یک مدار بکار می‌رود. در این کلید کنتاکت‌ها متصل یا باز هستند.
2. کلید دو پل: برای قطع و وصل دو مدار (مستقل از هم) از یک نقطه بکار می‌رود و مانند دو کلید یک پل است که کنار هم و در یک بسته نصب شده باشند. در این کلید دو مجموعه دوتایی کنتاکت وجود دارد که مستقل از هم دو به دو بسته یا باز هستند.
3. کلید تبدیل: برای قطع و وصل یک مدار از دو نقطه گوناگون بکار می‌رود. در این کلید سه کنتاکت وجود دارد که یکی از کنتاکت‌ها در هر حالت به یکی از دو کنتاکت دیگر متصل است.
4. کلید صلیبی: برای قطع و وصل یک مدار از بیش از دو نقطه گوناگون بکار می‌رود. این کلید ترکیبی از دو کلید تبدیل است و در نتیجه شش کنتاکت دارد که در هر حالت چها تا از آن‌ها دو به دو به یکدیگر متصل هستند.
5. کلید فشاری: برای قطع یا وصل مدار به صورت لحظه‌ای بکار می‌رود. در دو گونه «به‌طور معمول باز» (برای وصل لحظه‌ای) و «به‌طور معمول بسته» (برای قطع لحظه‌ای) ارائه می‌شود.
6. کلید چاقویی: برای قطع و وصل همزمان چند مدار (مثلاً برای قطع و وصل همزمان سه فاز) بکار می‌رود. این کلید مجموعه‌ای از کنتاکت‌های دوتایی است که یا به هم متصل هستند یا بسته.
7. کلیدهای خاص: علاوه بر موارد فوق، کلیدهایی با اهداف خاص تولید و عرضه می‌شوند. کلیدهای حساس به ارتعاش، حساس به نور، حساس به دما، حساس به صدا و کلیدهای دارای زمان‌سنج (مثل کلید راه پله) از دیگر انواع کلیدها هستند.

کلید یک پل
کلید صلیبی
کلید تبدیل
کلید دوپل
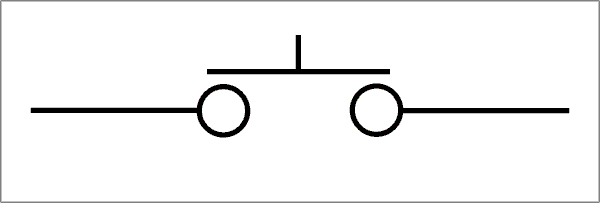
کلید فشاری «به‌طور معمول باز»
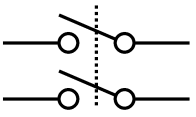
کلید چاقویی

## کاربرد کلید در منطق
از آنجا که کلیدها یکی از حالتهای روشن یا خاموش (قطع یا وصل) را دارند، با ایجاد سیگنال دیجیتال در جبر بولی نیز کاربرد داشته و ترکیبی از آنها، تشکیل یک دروازه منطقی می‌دهند. این خاصیت کلیدها، اساس و پایه رایانه و علوم مربوط به آن را شکل می‌دهد. به عبارت دیگر یک رایانه سامانه ای است که از تعداد بسیار زیادی کلید الکترونیکی تشکیل شده که این کلیدها تابعی از دروازه‌های منطقی هستند.